# Kobyly (Tschechien)
Kobyly (deutsch Kobil) ist eine Gemeinde in Tschechien. Sie liegt elf Kilometer westlich von Turnov und gehört zum Okres Liberec.

## Geographie
Kobyly befindet sich linksseitig des Mohelkatales in der Turnovská pahorkatina (Turnauer Hügelland). Nördlich des Dorfes erhebt sich die Topolina (396 m).
Nachbarorte sind Letařovice und Vorklebice im Norden, Stráňov und Klučky im Nordosten, Soběslavice im Osten, Nechálov im Südosten, Rokol, Sezemice und Křivolačiny im Süden, Sovinky, Buda und Sedlisko im Südwesten, Podhora im Westen sowie Radvanice im Nordwesten.

## Geschichte
Kobyly wurde wahrscheinlich im 13. Jahrhundert gegründet. Die erste schriftliche Erwähnung stammt aus dem Jahre 1317, als der Ort gemeinsam mit Sedlisko und Radvanice zu den Gütern der Kommende auf Český Dub gehörte. 1531 erwarb Johann von Wartenberg die Herrschaft. Kobyly wurde 1591 zusammen mit der Herrschaft Český Dub an Zikmund Smiřický von Smiřice verkauft und ging 1622 in den Besitz Albrecht von Waldsteins über. Nach dessen Ermordung in Eger wurden die Güter konfisziert und 1635 Johann Ludwig Hektor von Isolani übergeben. Dessen Tochter Regina schenkte das Erbe 1653 dem Ursulinenkloster in Wien. Ab 1780 erfolgte in einer Chaluppe des Dorfes der Schulunterricht. Nach der Aufhebung des Klosters im Zuge der Josephinischen Reformen gehörte Kobyly der Hofkammer, von der es 1820 Karl Fürst Rohan erwarb.
Nach der Aufhebung der Patrimonialherrschaften bildete Kobyly ab 1850 mit den Ortsteilen Havlovice, Kojecko und Sedlisko eine Gemeinde im politischen Bezirk Turnov. 1859 kaufte die Gemeinde die Chaluppe, in der unterrichtet wurde, auf und baute sie zur Schule aus. 1869 hatte das Dorf Kobyly 275 Einwohner; auf dem Gebiet der heutigen Gemeinde lebten 778 Menschen. Die alte Schule wurde 1885 abgerissen und durch einen Neubau ersetzt. Zwei Jahre später gründete sich die Freiwillige Feuerwehr Kobyly. Bis 1928 gehörte das Dorf zum Gerichtsbezirk Český Dub, der dann an Turnov angeschlossen wurde. Im Jahre 1951 wurden Radvánice und Vorklebice eingemeindet. Mit Beginn des Jahres 1961 erfolgte die Auflösung des Okres Turnov und Kobyly wurde dem Okres Liberec zugeordnet. Zugleich kamen Janovice und Podhora als Ortsteile zur Gemeinde. 1980 wurde Kobyly nach Pěnčín eingemeindet. Seit 1990 besteht die Gemeinde wieder.

## Gemeindegliederung
Die Gemeinde Kobyly besteht aus den Ortsteilen Havlovice (Hawlowitz), Janovice (Janowitz), Kobyly (Kobil), Podhora, Radvanice (Radwanitz), Sedlisko und Vorklebice (Worklewitz). Grundsiedlungseinheiten sind Havlovice, Kobyly, Nechálov (Nechalow),  Podhora, Radvanice, Sedlisko und Vorklebice. Zu Kobyly gehört außerdem die Ansiedlung Kojecko (Kogetzko).
Das Gemeindegebiet gliedert sich in die Katastralbezirke Kobyly und Podhora u Pěnčína.

## Partnergemeinde
- Kobyly, Slowakei, 2003

## Sehenswürdigkeiten
- Kapelle des hl. Gallus in Havlovice, erbaut 1888
- Kapelle in Kobyly, errichtet 1900
- Kapelle in Radvánice, umgeben von großen Kastanien
- gezimmerte Häuser in Volksbauweise
- Wasserturm in Sedlisko
- Wasserturm in Kojecko